# Ручин, Анатолий Алексеевич

Анатолий Алексеевич Ручин (род. 5 мая 1951, Иваново) — российский баянист, музыкальный педагог, профессор Новосибирской государственной консерватории (Академии) имени М. И. Глинки. Заслуженный артист Российской Федерации (1996).
Окончил Ивановское музыкальное училище (1970) и Государственный музыкально-педагогический институт им. Гнесиных (1975).
С 1975 года — преподаватель кафедры народных инструментов Новосибирской государственной консерватории (Академии) имени М. И. Глинки.
В разные годы работал в Новосибирской филармонии, НГАТОиБ. Преподавал в Новосибирской специальной музыкальной школе (колледже) и Новосибирском музыкальном колледже имени А. Ф. Мурова.
В 2007—2009 — декан оркестрового, дирижёрско-хорового факультетов и факультета народных инструментов Новосибирской консерватории.
А. Ручин выступал с гастролями по России, а также в Германии и Японии. Принимал участие в работе жюри многих региональных и всероссийских конкурсов в качестве председателя.
Среди учеников А. Ручина: В.Поползин — лауреат международного конкурса, композитор; В.Лангенштейн — художественный руководитель и дирижёр Духового оркестра и Мужского хора г. Фульда (Германия), Александр Сироткин и Андрей Битюцких («Сибирский дуэт баянистов»), Артём Старченко- певец, композитор, лауреат Национальной премии "Серебряный лучник" США.